# دانيال برينان، بارون برينان
دانيال برينان, بارون برينان هو محام بالقضاء العالي وسياسي بريطاني، ولد في 19 مارس 1942. نشط حزبياً في حزب العمال. وقد انتخب عضو مجلس اللوردات ‏ وقد انضم خلال فترته النيابية (2 مايو 2000 – ) للكتلة البرلمانية Non-affiliated members of the House of Lords ‏.